# أمل عبد الكريم
أمل عبد الكريم (5 يونيو 1960 -)، ممثلة إماراتية من أصل إيراني.

## عن حياتها
هي الشقيقة الكبرى للممثلة طيف. عاشت بداية حياتها في الكويت، ثم استقرت في الإمارات ثم عادت مرة أخرى للكويت وبدأت عملها الفني فيها عام 1992 بمسلسل «حضيضان اكسبرس». اشتهرت بأدوار الأم الحنون. ارتدت الحجاب في عام 2018 وبذلك ابتعدت عن المجال الفني للتفرغ لأسرتها وأحفادها.

## أعمالها

### في التلفزيون
- حضيضان إكسبرس.
- كنز المخاطر.
- خطوات على الجليد.
- الصقرين.
- من يقتل الأحلام.
- من ملفات المحاكم.
- مجنون عاقل جداً.
- لعبة القدر.
- الشريب بزة.
- الحريم.
- بيتنا الكبير.
- لا للجروح.
- كرت أحمر.
- حياتي.
- بيت العائلة.
- الأرجوحة.
- شملان.
- بقايا ليل.
- جمانة.
- بيت من ورق.
- الفطين.
- وشاءت الأقدار.
- عيال أبو سالم.
- البيت المائل.
- البارونات.
- دار الهوا.
- قلوب حائرة.
- السجينه.
- الدنجوانة.
- رصاصة رحمة.
- دمعة يتيم.
- ليلة عيد.
- حيتان وذئاب.
- الملكة.
- الجليب.
- هجر الحبيب.
- امرأة تبحث عن المغفرة.
- الناس أجناس 2.
- يا مالكا قلبي.
- صديقات العمر.
- للحب كلمة.
- بقايا ألم.
- الليوان.
- العم صقر.
- خمس خوات.
- الحالمون.
- روز باريس.

## روابط خارجية
- أمل عبد الكريم على موقع قاعدة بيانات الأفلام العربية